# Pyramide de Niouserrê
La pyramide de Niouserrê est la dernière pyramide royale de la Ve dynastie à avoir été édifiée sur le site d'Abousir. Elle est située entre le complexe de Sahourê et celui de Néferirkarê. Son nom antique est « La pyramide où sont établis des lieux ».
Niouserrê qui a régné probablement plus de trente ans a eu le temps d'achever son complexe funéraire au contraire de ses prédécesseurs dont il a dû parachever les temples funéraires afin de les rendre fonctionnels. C'est sous son règne que l'activité architecturale est alors la plus intense avec l'édification de son propre complexe funéraire et l'aménagement des mastabas d'une partie de la cour à proximité de sa pyramide.

## Le complexe funéraire
Le complexe pyramidal de Niouserrê est de ce fait complet avec son temple bas ou temple d'accueil situé en contrebas dans la vallée, sa chaussée montante et son temple funéraire ou temple haut qui jouxte la pyramide royale.
Pour réaliser ce projet, les architectes de pharaon ont probablement utilisé la chaussée inachevée de Néferirkarê comme voie pratique pour l'acheminement des matériaux de construction dont la plus grande partie sera consacrée au nouveau chantier même s'il est attesté que c'est sous le règne de Niouserrê que les complexes funéraires de son père et de son frère furent en effet terminés. Utilisation qui fut par ailleurs prolongée puisque cette chaussée sera alors « empruntée », pour ne pas dire usurpée, par Niouserrê pour son propre temple funéraire.

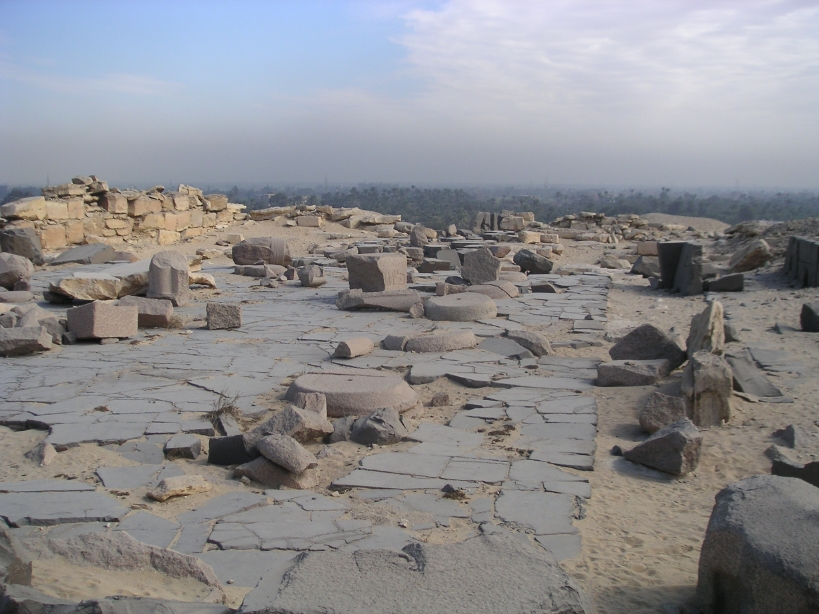
Vue des ruines de la cour du temple funéraire et de la pyramide de Niouserrê

Le temple de la vallée est conçu sur un modèle proche de celui de Sahourê, bien que ses proportions soient moindres. Il se présentait sous la forme d'un édifice aux murs inclinés, caractéristique des édifices cultuels de la dynastie, ouvert sur sa face Est par un portique auquel on accédait par une rampe. Doté de huit colonnes monolithiques de style papyriformes fermées en granite rouge, ce portique donnait accès à un premier vestibule muni de niches qui abritaient certainement des statues royales de grande dimension.
Ce vestibule était ouvert au nord sur un second vestibule qui donnait accès à la chaussée montante du complexe, et au sud sur deux pièces en enfilade dont la seconde permettait par un escalier d'accéder au toit et la première donnait sur l'accès secondaire du temple d'accueil, placé cette fois sur le côté ouest. Cet accès se faisait par un portique à quatre colonnes en façade du même style et matériaux que le précédent.
La chaussée fut donc complétée et achevée en l'honneur du nouveau pharaon régnant. Aux quatre cinquièmes de son parcours de près de trois cents mètres, elle bifurque vers le nord afin de rejoindre le temple haut de Niouserrê.
Cette chaussée était édifiée en blocs de calcaire soigneusement taillés et décorés de reliefs dont les vestiges retrouvés permettent de restituer une partie du programme iconographique choisit pour cette partie de l'édifice. Comme pour le cas de Sahourê, ou plus tard d'Ounas, dont on connaît bien les reliefs qui ornaient les chaussées de leurs temples respectifs, celle de Niouserrê devait être décorée de scènes relatives aux hauts faits du règne telles les expéditions militaires contre les ennemis héréditaires de l'Égypte.

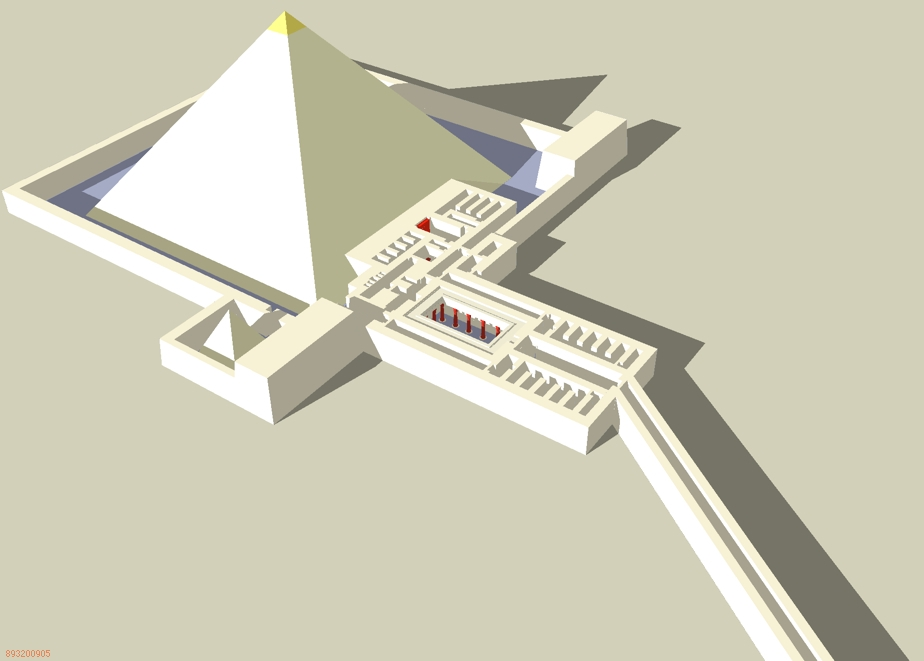
Restitution de la pyramide de Niouserrê et de son temple funéraire

Le temple haut présente un plan inhabituel en L. Il comporte cependant tous les éléments devenus canoniques et nécessaires pour que le culte du roi soit fonctionnel. Une partie d'accueil, toujours réservée à l'élite du royaume, dont on sait qu'elle portait le nom de « Chambre des Grands » chez Sahourê, une grande cour péristyle, à seize colonnes papyriformes de granite, entourée d'un déambulatoire, cour destinée aux rites de purification et à la présentation des offrandes quotidiennes. Enfin la partie intime du temple, à l'occident, jouxtant la pyramide, avec sa salle aux cinq chapelles et sa salle réservée à la stèle fausse porte de pharaon.
Une pyramide-satellite avait été aménagée au sud-est de la pyramide royale ceinte par le mur du péribole. C'est à cet endroit comme à l'angle nord de ce mur qui ceignait autrefois la pyramide et son temple que les architectes innovèrent en construisant deux massifs en maçonnerie qui encadraient ainsi en quelque sorte la pyramide royale. Il s'agirait là du prototype du pylône dont on connaît le succès par la suite dans les temples du Nouvel Empire. Ces deux monuments symbolisent ainsi les deux montagnes entre lesquelles le soleil, remplacé ici par la pyramide, apparaît.
L'autre des particularités de ce temple réside donc dans son plan. En effet, la chaussée débouche bien sur la partie d'accueil et la cour péristyle mais ces éléments sont placés au sud de l'axe principal de la pyramide. Ce fait est diversement interprété.
Il est vrai qu'une série de mastaba existe sur le côté est du péribole du complexe à l'emplacement où aurait dû s'élever le temple. Cependant la plupart des propriétaires de ces tombeaux sont des membres de la famille royale ou des courtisans du règne de Niouserrê, ce qui implique un aménagement contemporain, voire postérieur à celui du complexe funéraire royal. De plus on connaît d'autres tracés de chaussée d'un temple funéraire royal qui ne se sont pas déviées pour ces raisons comme dans le cas de la pyramide d'Ounas à Saqqarah.
Il conviendrait donc davantage de comprendre ce plan en fonction du choix fait par les architectes de réutiliser la chaussée de Néferirkarê, choix pratique et peut être aussi pragmatique. Le plateau d'Abousir était sérieusement « encombré » depuis le règne de Sahourê, les meilleures places étant déjà occupées par les complexes précédents. Il ne restait donc pas d'autre choix pour un complexe de vaste envergure.
Également, la pyramide a été bâtie en avant du complexe de Néferirkarê, et de ce fait donnait l'illusion d'une hauteur équivalente lorsqu'on abordait la nécropole depuis la vallée...

## La pyramide
La pyramide avait une hauteur de près de cinquante mètres pour une base de plus de soixante-dix huit mètres. Elle est conçue comme dans les exemples précédents à partir d'un noyau central constitué par sept degrés en pierre calcaire locale et parachevée par un revêtement de calcaire fin de Tourah.
Ce revêtement a été prélevé depuis et la pyramide de Niouserrê se présente aujourd'hui comme une colline de pierre entassée qui ne rend que très peu justice à son aspect initial.
Les appartements funéraires sont en revanche en bien meilleur état. On y accédait traditionnellement par la face nord de la pyramide. Un long couloir descendait dans le massif et débouchait sur une chambre munie d'une herse pour reprendre vers l'antichambre placée à l'aplomb de la pyramide. Cette pièce ouvrait à l'ouest sur la chambre funéraire qui a été retrouvée vide. Toutes deux sont couvertes par une triple voûte en chevrons.

## Galerie

Complexe pyramidal de Niouserrê
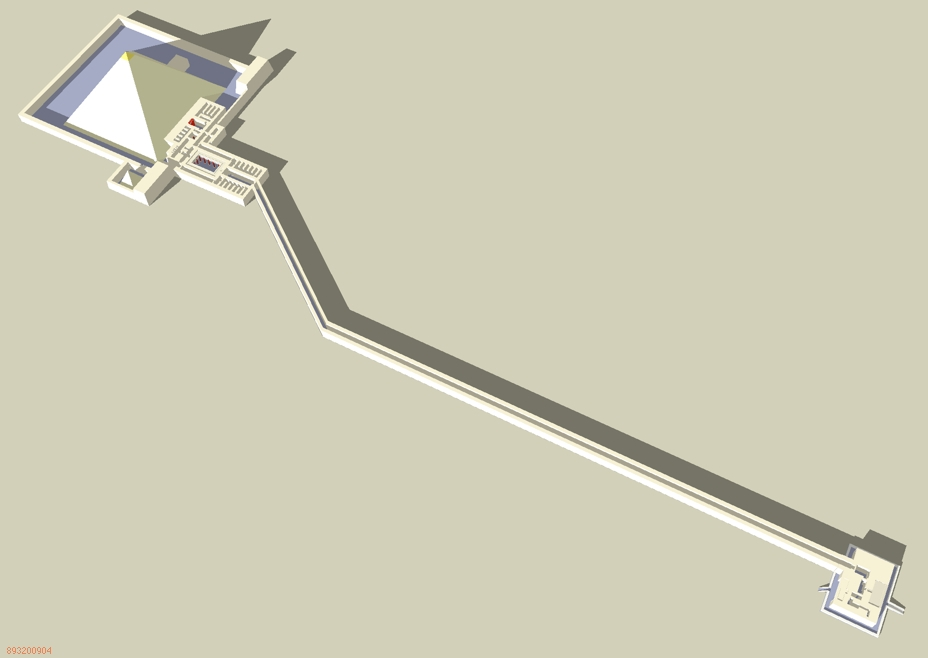
Restitution du complexe pyramidal de Niouserrê
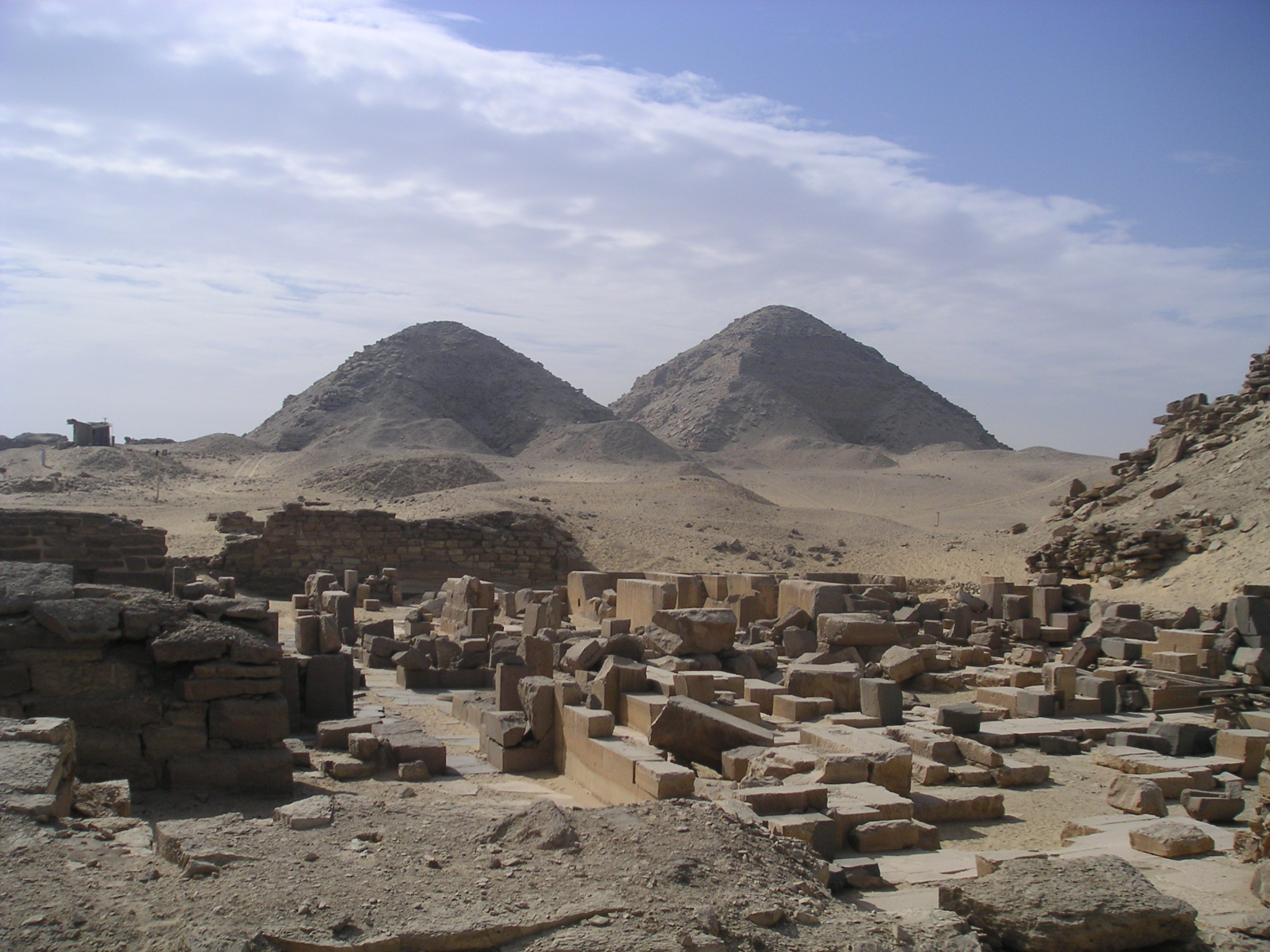
Vue depuis le temple funéraire de Sahourê des pyramides de Niouserrê et Néferirkarê
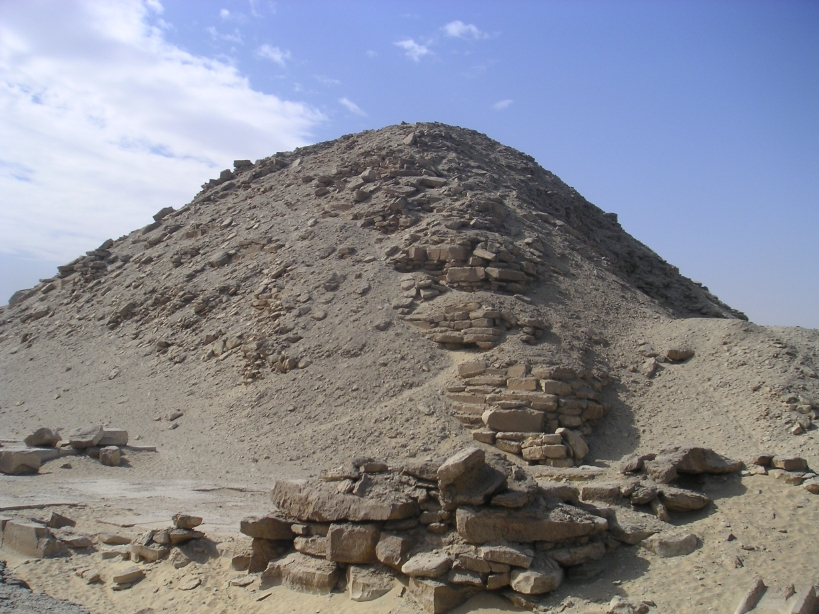
Vue de l'angle nord-est de la pyramide de Niouserrê
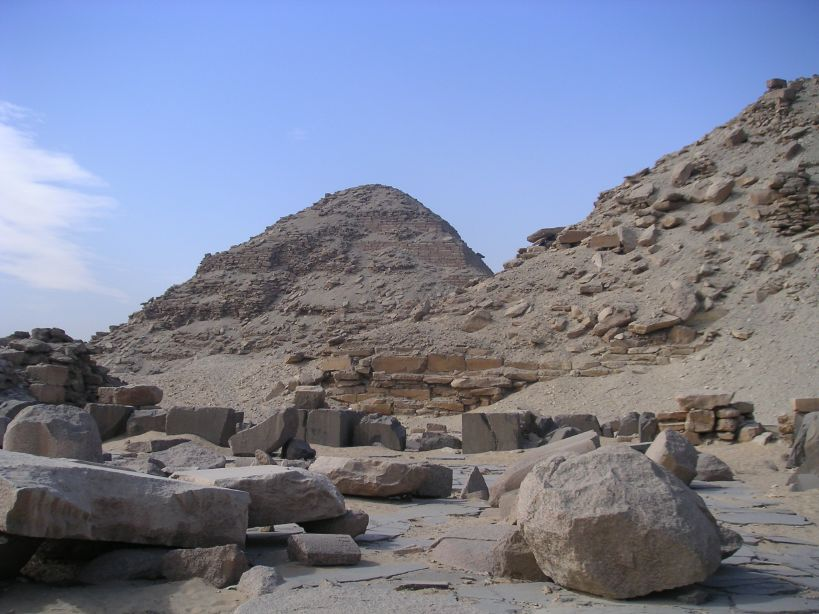
Vue du nord-est des ruines du temple funéraire de Niouserrê
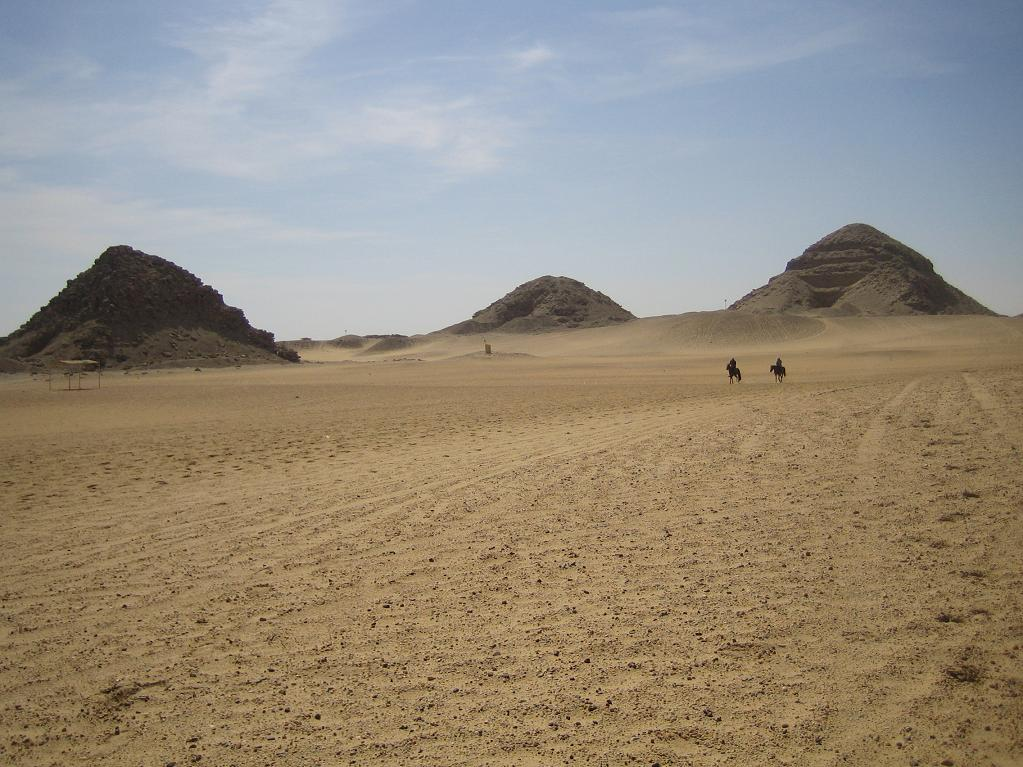
Vue des pyramides de Sahourê, Niouserrê et Néferirkarê prise depuis le nord de la nécropole d'Abousir
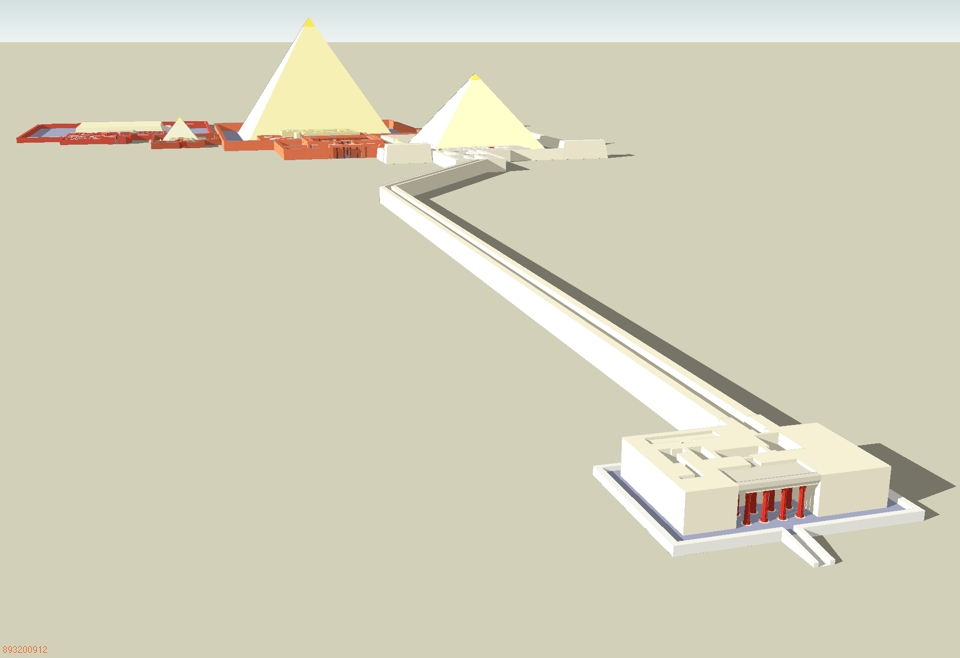
Restitution des pyramides de Niouserrê (à droite), Néferirkarê Kakaï (au centre), de Khentkaous II (à gauche) et de la pyramide inachevée de Néferefrê